# RK Borac Banja Luka
Rukometni klub Borac Banja Luka (en serbio cirílico: Рукометни клуб Бopaц Бања Лука), también conocido como Borac Banja Luka es un club de balonmano bosnio de la localidad de Banja Luka de la República Srpska. 
El club se fundó en 1950, 7 años antes de la creación de la liga federal Yugoslavia masculina (1957). Era uno de los mejores equipos de balonmano de Yugoslavia de la década de los 70, ganando la Copa de Europa de 1975-1976 y finalista un año antes. Aparte de esto, ganaron siete  Campeonatos de Yugoslavia y diez Copa de Yugoslavia. Hoy en día, es uno de los mejores equipos de Bosnia y Herzegovina, con catorce Campeonato de Bosnia y Herzegovina y quince Copas.

## Palmarés
Copas europeas
- Vencedor de la Copa de Europa de Balonmano (1) : 1976
  - Finalista (1) : 1975
- Vencedor de la Copa EHF (C3) (1) : 1991

Campeonatos nacionales
- Vencedor de la Campeonato de Yugoslavia (7) : 1959, 1960, 1973, 1974, 1975, 1976, 1981
- Vencedor de Campeonato de Bosnia y Herzegovina (14) : 1994, 1995, 1996, 1997, 1998, 1999, 2000, 2001, 2013, 2014, 2015, 2017, 2020, 2022

Copa nacionales
- Vencedor de la Copa de Yugoslavia (10) : 1957, 1958, 1961, 1969, 1972, 1973, 1974, 1975, 1979 y 1992
- Vencedor de la Copa de Bosnia (15) : 1993, 1994, 1996, 1997, 1998, 1999, 2000, 2001, 2007, 2011, 2013, 2014, 2015, 2018 y 2019

## Jugadores célebres

### Plantilla Campeona de Europa de 1976
El equipo del club, vencedor de la Copa de Europa 1975-1976 estaba formada por Milorad Karalić, Zdravko Rađenović, Nedeljko Vujinović, Abas Arslanagić, Dobrivoje Selec, Momir Golić, Nebojša Popović, Miro Bjelić, Zoran Ravlić, Boro Golić, Rade Unčanin, Slobodan Vukša, Mile Kekerović, Zlatko Jančić. El entrenador era Pero Janjić.

### Otros jugadores destacados
- Jerolim Karadža : 1958 - 1961, 1968
- Milorad Karalić : 1969
- Abas Arslanagić : 1970
- Nebojša Popović : 1972
- Zdravko Rađenović : 1975, 1977
- Jovica Elezović : 1981
- Ermin Velić : 1982
- Zlatan Arnautović : 1985
- Zlatko Saračević : 1986
- Iztok Puc : 1987
- Goran Stupar : 1991